# Lorenz Schindelholz
Lorenz Schindelholz (Herbetswil, 23 de julio de 1966) es un deportista suizo que compitió en bobsleigh en la modalidad cuádruple.
Participó en los Juegos Olímpicos de Albertville 1992, obteniendo una medalla de bronce en la prueba cuádruple (junto con Gustav Weder, Donat Acklin y Curdin Morell).
Ganó tres medallas en el Campeonato Mundial de Bobsleigh entre los años 1989 y 1991, y dos medallas en el Campeonato Europeo de Bobsleigh, oro en 1991 y bronce en 1990.

## Palmarés internacional
| Juegos Olímpicos   | Juegos Olímpicos           | Juegos Olímpicos  | Juegos Olímpicos |
| Año                | Lugar                      | Medalla           | Prueba           |
| ------------------ | -------------------------- | ----------------- | ---------------- |
| 1992               | Albertville (Francia)      | Medalla de bronce | Cuádruple        |
| Campeonato Mundial |                            |                   |                  |
| Año                | Lugar                      | Medalla           | Prueba           |
| 1989               | Cortina d'Ampezzo (Italia) | Medalla de oro    | Cuádruple        |
| 1990               | Sankt Moritz (Suiza)       | Medalla de oro    | Cuádruple        |
| 1991               | Altenberg (Alemania)       | Medalla de plata  | Cuádruple        |
| Campeonato Europeo |                            |                   |                  |
| Año                | Lugar                      | Medalla           | Prueba           |
| 1990               | Igls (Austria)             | Medalla de bronce | Cuádruple        |
| 1991               | Cervinia (Italia)          | Medalla de oro    | Cuádruple        |